# Cinémathèque de Toulouse
 (janvier 2025).
Si vous disposez d'ouvrages ou d'articles de référence ou si vous connaissez des sites web de qualité traitant du thème abordé ici, merci de compléter l'article en donnant les références utiles à sa vérifiabilité et en les liant à la section « Notes et références ».
La cinémathèque de Toulouse est une institution fondée en 1964 par des cinéphiles passionnés réunis autour de Raymond Borde (1920-2004). Elle se définit par les deux missions fondamentales qui caractérisent toute cinémathèque : la conservation et la diffusion du patrimoine cinématographique.
C’est l’une des trois principales archives cinématographiques françaises avec la Direction du patrimoine du Centre national du cinéma et de l'image animée (CNC) et la Cinémathèque française. Elle est située au 69, rue du Taur à Toulouse, en région Occitanie.

## Histoire

### L’avant cinémathèque
En 1952, Raymond Borde est l'un des animateurs du Ciné-Club de Toulouse. Il se montre déjà très préoccupé par les enjeux de la conservation du film en tant qu’objet matériel. Il constitue une collection de bobines majoritairement récupérées dans des puces (marché de Saint-Sernin, etc.), auprès de forains, du réseau Cinéma Éducateur et des casseurs de films. En 1952, Raymond Borde découvre aux puces à Saint-Sernin une copie de The Ring (1929), film d’Alfred Hitchcock alors considéré comme perdu.
En 1958, Raymond Borde, au vu de sa collection, se voit proposer de rejoindre le Centre régional de documentation pédagogique, 3 rue Roquelaine, qui devient le lieu de projection des films. Il reçoit aussi le soutien de Roger Clerc, animateur du Ciné-club de la jeunesse qui officie au CRDP. Enfin, il rencontre par le biais du Ciné-Club de la jeunesse des étudiants qui feront par la suite partie de l’équipe fondatrice de la cinémathèque de Toulouse : Guy-Claude Rochemont et Pierre Cadars, entre autres.
Durant cette période, Raymond Borde collabore étroitement avec Henri Langlois : la Cinémathèque française envoie de nombreux films à Toulouse et inversement. Avant de devenir une association, la cinémathèque de Toulouse se prénommait « Les amis de La Cinémathèque française ». Les rapports entre les deux hommes commencent à se dégrader quand Henri Langlois décide du retrait de la Cinémathèque française de la FIAF en 1960.

### Création et premières années

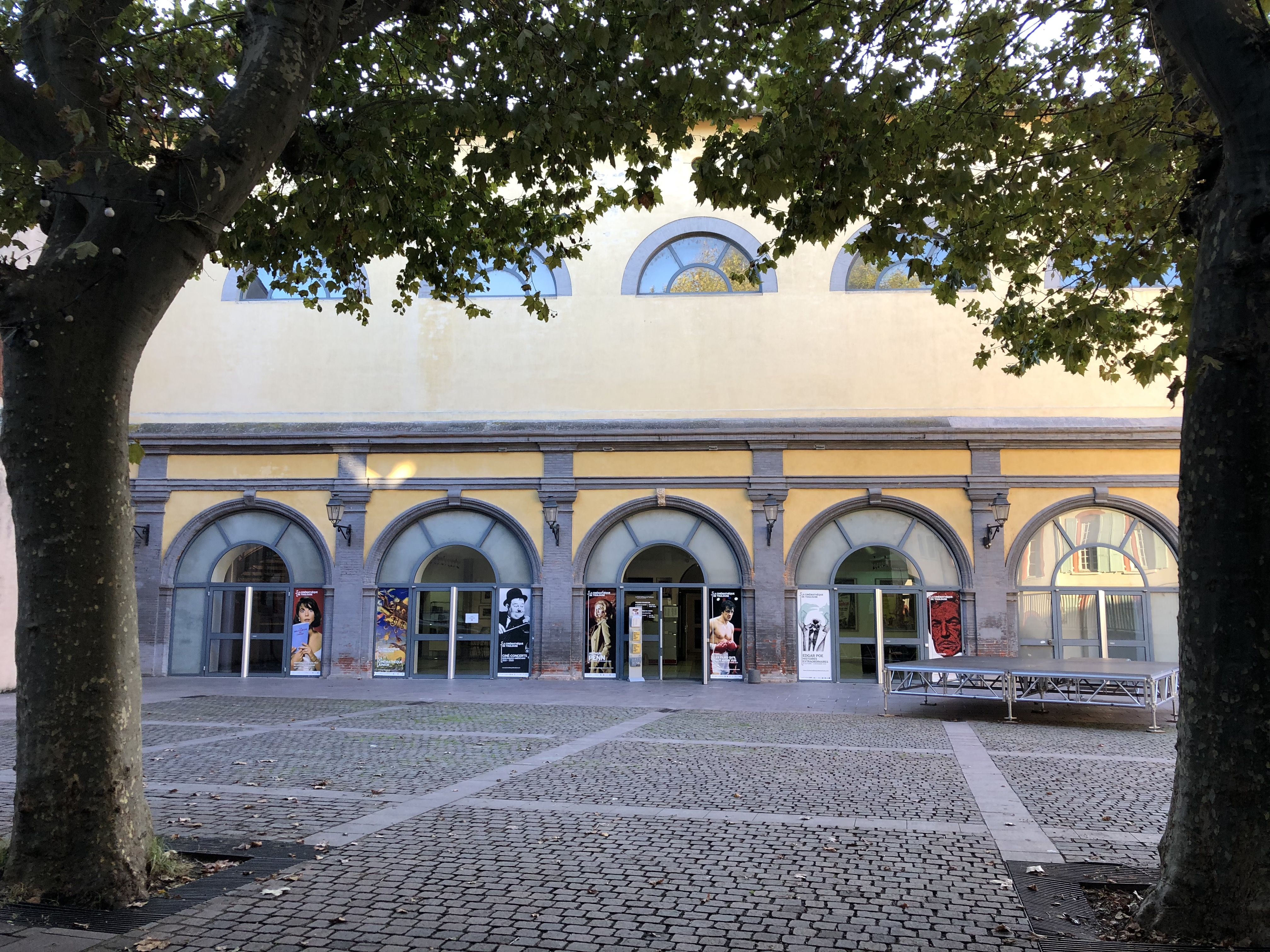
Cour de la cinémathèque.

Après une dizaine d’années de collecte, Raymond Borde décide en 1964, avec l’équipe de cinéphiles qu’il a fédérée autour de son projet – Pierre Marty (professeur à l’ENSEEIHT de Toulouse, cameraman au sein du Groupe des Cinéastes Indépendants), Guy-Claude Rochemont, Roger Clerc –, de donner une forme juridique à son initiative : il crée la cinémathèque de Toulouse le 12 février 1964 et la constitue en association loi de 1901, sur le même modèle que celui adopté par Henri Langlois pour la Cinémathèque française.
Marcel Oms, fondateur de l’Institut Jean-Vigo et ami de Raymond Borde, a créé « Les Amis du Cinéma », sorte de ciné-club à Perpignan. Il met en place le festival Confrontations à partir de 1965 et la cinémathèque de Toulouse en organise la partie rétrospectives, ce qui permet à l’association d’intégrer aussi le milieu des professionnels, en plus des cinéphiles.
Parallèlement, la cinémathèque de Toulouse commence à collecter des films en 16 mm avec des dons des membres de l’UFOLEIS (fédération de Ciné-Clubs de la Ligue Française de l'Enseignement et de l’Éducation Permanente).
En 1965, Raymond Borde choisit d’adhérer à la Fédération internationale des archives du film (FIAF), sous le double parrainage de Jacques Ledoux et Freddy Buache – respectivement conservateurs de la Cinémathèque royale de Belgique et de la Cinémathèque suisse. Ceci ouvre la cinémathèque de Toulouse aux échanges internationaux qui vont se révéler déterminants pour son avenir. Cette adhésion à la FIAF marque aussi une rupture des relations entre Henri Langlois et Raymond Borde.
En 1966, la rencontre avec le Gosfilmofond, archive nationale du film d’Union soviétique, est à l’origine d’une collaboration particulièrement riche entre Moscou et Toulouse.
En 1970 et 1971, la cinémathèque de Toulouse acquiert deux sites pérennes : un bâtiment de stockage au Vernet pour les films, offert par Francis Grosso, et une ancienne école primaire au Faubourg Bonnefoy, à Toulouse, pour l’administration, la bibliothèque, les affiches et les photos. Ceux-ci constituent les premiers locaux officiels de la cinémathèque de Toulouse.
Les projections ont lieu dans la salle Montaigne du CRDP jusqu’en 1996.

### Tournant des années 1980
En 1981, grâce aux premières subventions du CNC qui renforcent sa politique nationale de conservation de films, la cinémathèque de Toulouse peut se permettre la création d’un premier groupe de permanents : deux techniciens du film, un bibliothécaire et une secrétaire qui cohabitent avec les bénévoles chargés de tâches spécifiques. À ces subventions s’ajouteront, au fil des années, celles de la Mairie de Toulouse, du Département de la Haute-Garonne ainsi que de la Région Midi-Pyrénées, qui vont l’encourager à chercher et à cataloguer un fonds d’archives régional.
La cinémathèque de Toulouse développe ensuite tout un réseau de partenariats et de collaborations, dont :
- Perpignan : Institut Jean-Vigo, festival Confrontations, fondé ensemble (1964 à 1981)
- Toulouse : Festival des films retrouvés, Cinémémoire (1991 à 1997)
- Valence : Les Rencontres cinématographiques
- Montpellier : Le Festival du Film Méditerranéen, Cinemed
- La Rochelle : Le Festival International du Film

### Années 1990, nouveau lieu
L'augmentation des collections de la cinémathèque de Toulouse nécessitent de nouveaux locaux et poussent repenser ses fonctions, notamment en matière de diffusion. Elle emménage alors au 69, rue du Taur sur proposition de la mairie de Toulouse. Ce bâtiment a été auparavant le lieu d’accueil du Parti socialiste ouvrier espagnol (PSOE) mais aussi l’ancienne salle de Ciné-espoir et l’ancien Théâtre du Taur. Cette installation la rapproche également du cinéma ABC, première salle d’art et d’essai de la ville.

## Locaux

### 69 rue du Taur

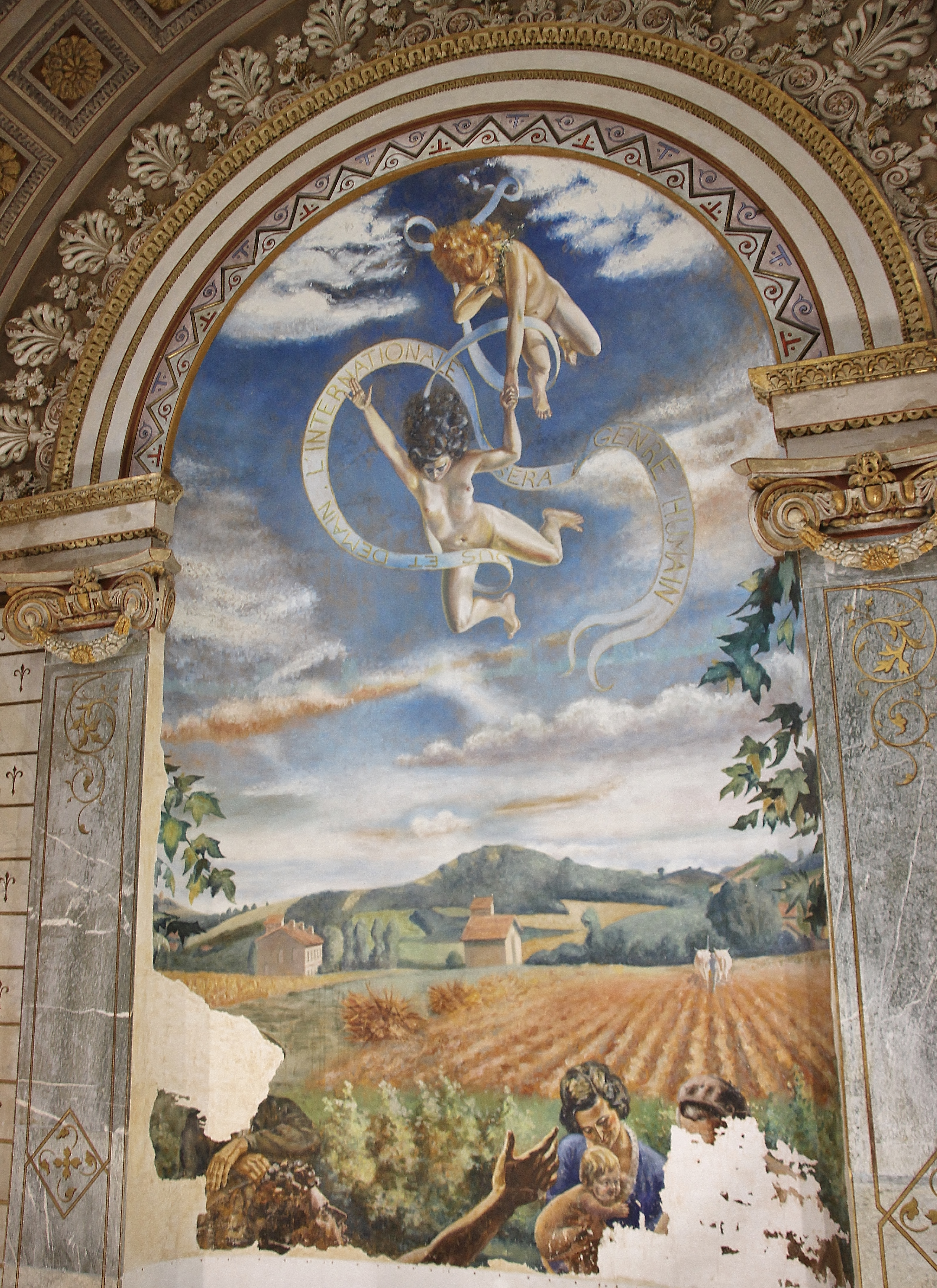
Fresque de 1933 exaltant le socialisme agraire.

Aux origines, le bâtiment de la rue du Taur était situé dans l’enceinte de l’ancien Collège catholique de l'Esquile, datant du XVIe siècle et inscrit aux Monuments historiques depuis le 2 juin 1992 (la porte de l'Esquile ayant quant à elle été classée dès 1910). En 1995, lors des travaux de rénovation, sont redécouverts le chœur de la chapelle et, en son fond, une peinture murale. Datant de la première partie du XXe siècle (1933), cette peinture, œuvre de Jean Druille, se présente comme une allégorie du socialisme agraire surplombée par une exaltation anticléricale de l’idéal communiste. Tous deux – chœur et peinture murale – ont fait l’objet d’une importante restauration, réalisée en 1995-1996 par François Tollon et Gabriel Burroni. Ce n’est qu’en 2014 que la paternité de la peinture (jusqu’alors anonyme) est découverte par Coralie Machabert.
La cinémathèque de Toulouse est inaugurée en février 1997 au 69 rue du Taur. Il s’agit désormais de l’adresse officielle du siège de l’association et le lieu d’accueil des projections, rencontres, expositions, activités éducatives et culturelles, ainsi que de la bibliothèque qui a trouvé place dans l’ancienne chapelle du Collège.

### Centre de conservation et de recherche
Les locaux du Vernet et de Bonnefoy s’avèrent inadaptés pour la conservation des collections : ils ne répondent plus aux normes de sécurité ni de gestion d’archive. Ainsi, le projet de création du centre de conservation à Balma, dans la périphérie toulousaine, est lancé.
Inauguré en janvier 2004, ce centre accueille entre ses murs les collections film (bobines) et non-film (affiches, photos, documents publicitaires, fonds d’archives, etc.) de la cinémathèque de Toulouse. Une politique de conservation active y est mise en place, incluant le catalogage et le traitement des collections.

## Collections

### Films
La collection de films – environ 50 000 copies – couvre tous les genres, nationalités et époques. Des pôles d’excellence se sont dessinés au fil du temps : cinéma français, cinéma russe et soviétique, cinéma américain classique, burlesque, cinéma d’Amérique latine, films régionaux, de genre, érotiques, et des documentaires. La majeure partie est constituée de copies d’époque et le plus souvent de copies d’exploitation.
De nombreux films ont été restaurés par la cinémathèque de Toulouse, parmi lesquels beaucoup de muets dont les films de Charley Bowers, redécouverts par Raymond Borde alors que ce réalisateur était tombé dans l’oubli. Ces dernières années, sept titres issus des collections de la cinémathèque de Toulouse ont été restaurés : Verdun, visions d'Histoire de Léon Poirier en 2006, La Vendeuse de cigarettes du Mosselprom de Youri Jeliaboujski en 2007, La Grève de Serguei M. Eisenstein en 2008, La Campagne de Cicéron de Jacques Davila en 2009, La Grande Illusion de Jean Renoir en 2011, Les Misérables d’Henri Fescourt en 2014 et Pour Don Carlos de Musidora en 2019.
En 2018, la cinémathèque a accueilli un fonds exceptionnel de 90 films palestiniens, documentant l’occupation israélienne, la lutte et la vie quotidienne en Palestine depuis les années 1960, fonds ayant échappé aux saisies des archives de l’institut du cinéma palestinien par l’armée israélienne en 1982 à Beyrouth.

### Non-film
Première collection d’affiches de cinéma en France avec ses 90 000 documents, datant de 1908 à nos jours, le fonds est majoritairement constitué d’affiches françaises mais contient aussi de nombreuses affiches allemandes, polonaises, cubaines, italiennes… Les affiches qui ne sont conservées ni à la Cinémathèque française ni à la Bibliothèque nationale de France bénéficient d’un traitement de faveur dans la politique de restauration des collections.
Les photographies – plus de 550 000 clichés comprenant photographies de tournage, de plateau, de promotion et de personnalités – concernent surtout le cinéma français et le cinéma américain.
Les archives conservées sont réparties entre cinquante fonds de cinéastes, de journalistes, de ciné-clubs, de cinéphiles, d’exploitants de salles ou encore de sociétés de production qui couvrent l’histoire du cinéma de 1910 à nos jours
Le fonds de scénarios – constitué de plus de 2 500 documents – regroupe des continuités dialoguées, des découpages, des synopsis, des présentations de projets, etc. à partir des années 1930.
D’autres ensembles de documents sont conservés par la cinémathèque de Toulouse : documents publicitaires, dessins, costumes, objets de pré-cinéma (lanternes magiques, plaques de pré-cinéma, praxinoscopes…) et appareils.

### Bibliothèque

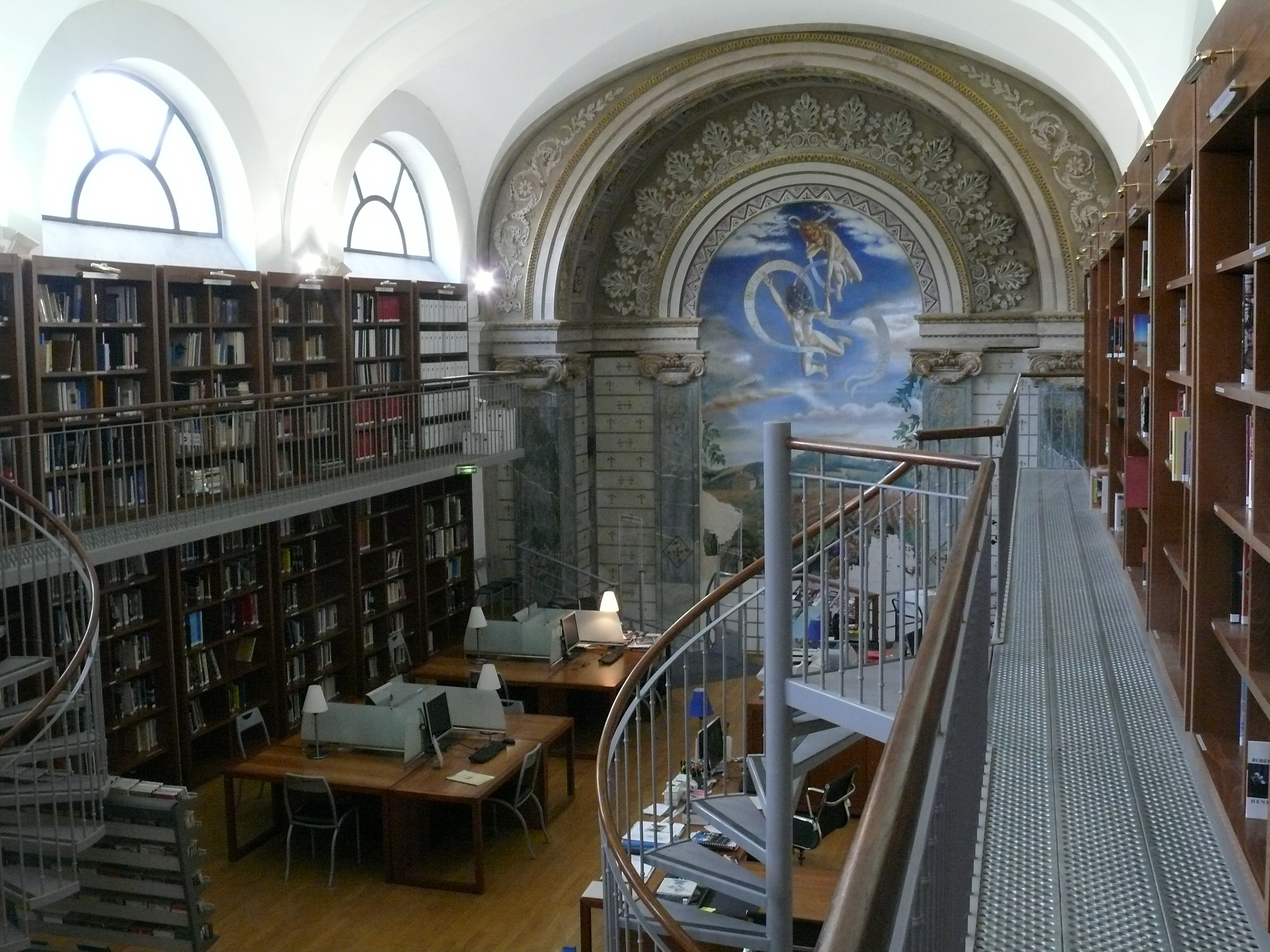

La bibliothèque de la Cinémathèque conserve et met à disposition du public 15 500 ouvrages, plus de 1 550 titres de périodiques français et étrangers, 4 240 titres de films en DVD, 3000 catalogues de festivals.
Les ouvrages comprennent des biographies, des analyses et études sur les films, des livres sur l’histoire du cinéma, sur les métiers et les techniques, sur les genres cinématographiques, des thèses universitaires, des scénarios, etc. Les périodiques comprennent des publications françaises et étrangères. La bibliothèque comprend une grande collection de films racontés, de revues populaires des années 1920 aux années 1970, de revues corporatives, de fanzines, etc. Le plus ancien numéro de périodique date de 1907.
Depuis 2015, la bibliothèque propose également un poste d’accès aux archives de l’Institut national de l'audiovisuel.
Le catalogue des ouvrages, périodiques et collections non-film (affiches, photos, etc.), Ciné-Ressources, est disponible en ligne.

## Manifestations organisées par la cinémathèque de Toulouse

### Festivals
- Extrême Cinéma, en février, depuis 1999
- Cinéma en plein air, en juillet-août, depuis 2005
- Zoom Arrière (2007 à 2016)
- Ciné Palestine, depuis 2015
- Cinéminots (2017 à 2019), en collaboration avec quatre autres salles de cinéma
- Histoires de cinéma, 2017-2019
- Synchro, en novembre, depuis 2022

### Expositions
Des expositions sont régulièrement présentées dans le hall d’accueil de la cinémathèque de Toulouse à partir du fonds des collections ou de partenaires, souvent en lien avec la programmation ou le thème du festival en cours. Elles sont aussi l’occasion de faire découvrir au public des fonds rares, comme son ensemble de fanzines ou de romans de films racontés.

## Fréquentation
La cinémathèque de Toulouse programme environ mille séances par an, consacrées à des cycles thématiques, des rétrospectives ou des festivals. Elle a accueilli près de 90 000 spectateurs en 2018. Ses deux salles accueillent des ciné-concerts, des rencontres professionnelles, des débats avec invités, des séances pour le public scolaire, des colloques, etc.
La bibliothèque accueille chaque année plus de 2 000 personnes, dont de nombreux étudiants et chercheurs.

## Équipe
La cinémathèque de Toulouse compte aujourd’hui une trentaine de salariés. Son directeur délégué est actuellement Franck Loiret. Les membres du Conseil d’administration sont :
Présidente : Agnès Jaoui, scénariste, réalisatrice, actrice, chanteuse 
Président d'honneur : Guy-Claude Rochemont
Vice-présidente : Manuela Padoan, directrice de Gaumont Pathé Archives
Vice-président : Christian Thorel, directeur de la librairie Ombres Blanches 
Trésorier : Alain Bouffartigue, président de Ciné 32 
Secrétaire : Isabelle Danel, journaliste et critique de cinéma 
Jean-François Tosti, producteur et cofondateur de TAT productions